# 陳穎雄
陳穎雄，澳門國際機場專營股份有限公司（CAM）執行委員會主席，澳門民航局前局長。中學畢業於澳門粵華中學，後來獲得美國密西西比州大學航空工程學士和澳洲新南威爾斯大學航空碩士。

## 仕途
陳穎雄自1994年起在民航局局機場規劃暨航行部擔任高級技術員，後晉升為總監助理，於1999年後獲升為民航局副局長，2006年3月31日獲時任運輸工務司司長歐文龍委任為民航局局長，至2023年3月29日離任。
於2023年3月獲運輸工務司司長委派擔任澳門國際機場專營股份有限公司（CAM）執行委員會主席。